# Yngve Pacius
Yngve Evert Pacius (ur. 14 czerwca 1886 w Raahe, zm. 28 sierpnia 1962 w Helsinkach) – fiński żeglarz, olimpijczyk.
W regatach rozegranych podczas Letnich Igrzysk Olimpijskich 1936 wystąpił w klasie 6 metrów zajmując 7. pozycję. Załogę jachtu Lyn tworzyli również Curt Mattson, Ragnar Stenbäck, Holger Sumelius i Lars-Gunnar Winqvist.